# Смит, Альфред Холланд
Альфред Холланд Смит (англ. Alfred Holland Smith, 26 апреля 1863, Кливленд — 8 марта 1924, Нью-Йорк) — американский железнодорожный чиновник. Разработал и внедрил временную систему управления железными дорогами США во время Первой мировой войны.

## Карьера
Начал работать на нью-йоркской Центральной железной дороге посыльным в 1879 году. Затем некоторое время работал прорабом на строительстве путей и на различных должностях в техническом отделе, в 1890 году был назначен руководителем ветки Каламазу железной дороги Lake Shore & Michigan Southern railway. Он был последовательно руководителем подразделения, помощником генерального директора и генеральным директором Лэйк Шор-Роуд. В 1902 году он стал генеральным директором Нью-йоркской Центральной железной дороги, в 1906 году — вице-президентом нью-йоркской Центральной железнодорожной системы, а в 1914 году её президентом. Когда американские железные дороги были временно взяты под контроль американским правительством 27 декабря 1917 года, он был назначен помощником генерального директора, и именно он разработал структуру центральной и региональной администрации, при которой железными дорогами страны в течение 26 месяцев управляло правительство.
Его цель, с которой он успешно справился, состояла в том, чтобы сохранять управление железными дорогами с их 2 миллионами сотрудников. Почти все из них были избирателями, в руках самих железнодорожников и, прежде всего, сохранять железные дороги вне политики. Он «разделил» страну на две области и позже на семь, каждая из которых возглавлялась железнодорожным чиновником с большим опытом и репутацией; он сам взял на себя ответственность за самую важную область, восточную. У этих региональных директоров была полная власть, и только наиболее глобальные политические и межрегиональные вопросы решались согласованиями с центральной (политической) администрацией в Вашингтоне. Таким образом, железные дороги США в течение Первой мировой войны не испытали каких-либо серьёзных потрясений дезорганизации. После завершения периода правительственного контроля он был переизбран президентом Нью-йоркской Центральной железной дороги в июне 1919 года. В значительной степени благодаря ему Нью-йоркская Центральная железная дорога значительно усилилась в плане производительности и финансовых возможностей. 
Погиб в результате падения с лошади 8 марта 1924 года.